# Release Me (singel Agnes Carlsson)
"Release Me" – piosenka dance pop stworzona przez Andreasa Hanssona, Sharon Vaughn i Agnes Carlsson na trzeci album studyjny Agnes, Dance Love Pop (2008). Wyprodukowany przez Hanssona, utwór wydany został jako drugi singel promujący album dnia 24 listopada 2008 w Szwecji, natomiast jako pierwszy singel prezentujący wydawnictwo w pozostałych krajach świata.

## Informacje o singlu
"Release Me" wydany został jako drugi singel promujący płytę Dance Love Pop dnia 24 listopada 2008 w Szwecji jedynie w formacie digital download. Kompozycja spędziła na oficjalnym notowaniu najlepiej sprzedających się singli dwanaście tygodni. Podczas gdy utwór w rodzimym kraju artystki oraz w Polsce i Holandii wydany został jako drugi singel prezentujący album, w pozostałych krajach świata został on wydany jako główna piosenka promująca wydawnictwo. Kompozycja zyskała na popularności w wielu krajach europejskich przez co wytwórnia płytowa artystki zdecydowała się na dalsze promowanie Szwedki wydając kolejny singel "On and On".
By promować singel w Wielkiej Brytanii Agnes wystąpiła w programie GMTV dnia 10 czerwca 2009.

## Wydanie singla
W Szwecji singel wydany został w formatach digital download oraz airplay dnia 24 listopada 2008 w tym samym tygodniu debiutując na pozycji #60 oficjalnej listy najczęściej sprzedawanych utworów. W siódmym tygodniu od debiutu "Release Me" znalazł się na miejscu #9, obierając tę pozycję jako najwyższą przez jeden tydzień. W zestawieniu kompozycja spędziła w sumie dwanaście tygodni. Po raz pierwszy międzynarodowy debiut singel zanotował na oficjalnym notowaniu w Danii, gdzie 27 lutego 2009 utwór znalazł się na pozycji #39. Osiem tygodni późnej kompozycja osiadła na miejscu #6, spędzając na liście ponad cztery miesiące. Singel został odznaczony przez duński koncern muzyczny złotą płytą za sprzedaż w postaci 15.000 kopii. 11 kwietnia 2009 "Release Me" zadebiutował w oficjalnym zestawieniu najpopularniejszych singli w Belgii na pozycji #47, by osiem tygodni później zająć miejsce #7. Singel na notowaniu w tym kraju spędził w sumie dwanaście tygodni stając się pierwszą kompozycją Agnes, która znalazła się na oficjalnej, belgijskiej liście przebojów.
W Wielkiej Brytanii singel miał swoją radiową premierę dnia 20 lutego 2009, jednak debiut w oficjalnym zestawieniu najchętniej kupowanych utworów w tym kraju kompozycja zanotowała dnia 31 maja 2009 na pozycji #3. "Release Me" obrał to miejsce jako najwyższe, spędzając na nim w sumie dwa tygodnie. W Irlandii singel zadebiutował tego samego tygodnia na pozycji #38, by później znaleźć się na miejscu #10 i osiągnąć je jako najwyższe.

## Teledysk
Teledysk do singla nagrywany był w Sztokholmie i reżyserowany przez Andersa Rune'a. Klip miał premierę dnia 28 listopada 2008.
Videoclip rozpoczyna ujęcie przedstawiające leżącą artystkę naprzeciw ściany z pomarańczowymi reflektorami. Następnie Agnes przemierza wieczorem ulice Sztokholmu mijając tańczących ludzi za cel obierając klub. Następna scena ukazuje ludzi wchodzących do środka, potem bawiących się podczas gdy wokalistka stoi przy ścianie wraz z trzymającym ją mężczyzną. Kolejne ujęcie prezentuje Agnes idącą ulicą w kierunku kolejnego klubu, gdzie w łazience przygotowuje swój make-up, kiedy za nią tańczą dwie tancerki. Finalne sceny ukazują artystkę bawiącą się na tle pomarańczowej ściany.

## Listy utworów i formaty singla
Belgijski singel digital download
(Wydany dnia 9 marca 2009)
1. "Release Me" [Radio Edit] — 3:41
2. "Release Me" [DJ Rebel remix] — 7:16
3. "Release Me" [Nils Van Zandt Remix] — 7:35
4. "Release Me" [Robert Abigail remix] — 3:38

Europejski CD singel/CD-maxi singel
(Wydany dnia 9 marca 2009)
1. "Release Me" [Radio Edit] — 3:41
2. "Release Me" [DJ Rebel remix] — 7:16
3. "Release Me" [Nils Van Zandt Remix] — 7:35
4. "Release Me" [Robert Abigail remix] — 3:38

Holenderski CD singel/CD-maxi singel
(Wydany dnia 22 maja 2009)
1. "Release Me" [Radio Edit] — 3:41
2. "Release Me" [Album Version] — 4:15
3. "Release Me" [Nils Van Zandt Remix] — 4:30
4. "Release Me" [La rush Clubmix] — 6:35
5. "Release Me" [Music Video] — 3:38

Francuski singel digital download
(Wydany dnia 27 maja 2009)
1. "Release Me" [Radio Edit] — 3:41
2. "Réalise (Release Me) " [Radio Edit] — 3:06

Brytyjski singel digital download iTunes
(Wydany dnia 24 maja 2009)
1. "Release Me" [UK Radio Edit] — 3:06
2. "Release Me" [Cahill Radio Edit] — 3:11
3. "Release Me" [Extended Mix] — 6:02
4. "Release Me" [Cahill Club Edit] — 6:51
5. "Release Me" [Moto Blanco Mix] — 7:53
6. "Release Me" [Frisco mix] — 7:37
7. "Release Me" [Acoustic Version] — 3:48

Brytyjski singel digital download
(Wydany dnia 25 maja 2009)
1. "Release Me" [UK Radio Edit] — 3:06
2. "Release Me" [Cahill Radio Edit] — 3:11
3. "Release Me" [Extended Mix] — 6:02
4. "Release Me" [Cahill Club Edit] — 6:51
5. "Release Me" [Moto Blanco Mix] — 7:53

Brytyjski CD singel
(Wydany dnia 15 czerwca 2009)
1. "Release Me" [UK Radio Edit] — 3:06
2. "Release Me" [Cahill Radio Edit] — 3:11
3. "Release Me" [Extended Mix] — 6:02

## Pozycje na listach
| Lista przebojów (2009)        | Najwyższa pozycja |
| ----------------------------- | ----------------- |
| Austria Singles Chart         | 11                |
| Belgia Singles Chart          | 7                 |
| Dania Top 40 Singles Chart    | 6                 |
| Francja Singles Chart         | 7                 |
| Holandia Top 40 Chart         | 13                |
| Irlandia Singles Chart        | 10                |
| Niemcy Singles Chart          | 13                |
| Norwegia Singles Top 20 Chart | 6                 |
| Szwajcaria Singles Chart      | 5                 |
| Szwecja Singles Top 60 Chart  | 9                 |
| UK Singles Chart              | 3                 |
| Włochy Top 20 Singles Chart   | 10                |
| United World Chart            | 32                |

## Daty wydania
| Region          | Data              | Format                   |
| --------------- | ----------------- | ------------------------ |
| Szwecja         | 24 listopada 2008 | Digital download         |
| Dania           | 26 stycznia 2009  | Digital download         |
| Wielka Brytania | 20 lutego 2009    | Airplay                  |
| Wielka Brytania | 25 maja 2009      | Digital download         |
| Wielka Brytania | 15 czerwca 2009   | CD singel                |
| Francja         | 27 maja 2009      | Digital download         |
| Francja         | Maj 2009          | Airplay                  |
| Francja         | 20 lipca 2009     | CD singel/CD-maxi singel |
| Belgia          | 9 marca 2009      | Digital download         |
| Belgia          | 14 marca 2009     | CD singel/CD-maxi singel |
| Holandia        | 15 maja 2009      | Digital download         |
| Holandia        | 22 maja 2009      | CD singel/CD-maxi singel |